# Takeshi Narumi
Takeshi Narumi (Yamagata, 30 ottobre 1955) è un fumettista e sceneggiatore giapponese.
A soli 19 anni vince il primo premio della prestigiosa casa di fumetti Shueisha per la narrativa giovanile. In seguito vince per ben cinque volte il titolo di miglior sceneggiatore di manga indetto dalla Kodansha, ma il fumetto che lo rende famoso in tutto il mondo è Samurai, pubblicato per la Gakken in tre albi (cinque nell'edizione italiana).
Insieme a Shin'ichi Hiromoto ha partecipato alla pubblicazione di Fortified School, edito in Italia dalla Star Comics.
| Controllo di autorità | VIAF (EN) 168141118 · ISNI (EN) 0000 0001 1527 5048 · GND (DE) 143500414 · NDL (EN, JA) 00153585 |